# Ulaganje (spoj)
Ulaganje je postupak spajanja metalnog dijela s dijelom od polimernog materijala (plastika). Uloženi spojevi su nerastavljivi spojevi koji nastaju istodobno kada se u metalnom kalupu oblikuje dio od polimernog materijala. U šupljinu kalupa (šupljina ima oblik dijela od polimernog materijala i izmjere koje su uvećane za toplinski istezanje polimernog materijala) umetne se izrađeni gotovi metalni dio i ulijeva (ubrizgava) polimerni materijal. Nakon hlađenja otvori se kalup i izvadi izradak. 
Dobro je izveden onaj uloženi spoj kod kojeg se metalni dio neće moći lako izvući iz polimernog dijela, a ako je okrugao, niti okretati. Izvlačenje i okretanje onemogućuje se prikladnim oblikom metalnog dijela. 

## Postupak ulaganja
Postupcima obradbe metala izrade se metalni dijelovi koji su najčešće od čelika ili mjedi. Na metalnom se dijelu izradi neki utor, izbočina, zadebljalost, neokrugli oblik (na primjer četverokutni ili šesterokutni) i slično, ili se on na odgovarajućem dijelu narovaši ili raskuje kako bi se onemogućilo razdvajanje i labavljenje spoja. Zatim se izradi rastavljivi metalni kalup za lijevanje ili injekciono brizganje polimernog materijala. Pri izradbi metalnoga dijela i metalnoga kalupa treba uračunati da je toplinsko istezanje polimernih materijala višestruko veće od toplinskog istezanja čelika i mjedi. 
Metalni se dio uloži (umetne) u šupljinu kalupa i učvrsti u odgovarajući položaj, a polimerni se materijal priprema za lijevanje ili brizganje. Polimerima se dodaju omekšivala i podmazivači koji će spriječiti lijepljenje polimernog materijala za stijenke kalupa (stearin, oleinska kiselina), a za željenu se boju dodaju pigmenti. Da bi se smanjio potrošak polimera, ali i postigla željena svojstva, dodaju se punila, na primjer drveno ili kameno brašno, mineralna vuna, pamučna vlakna, kremeni pijesak i drugo. Dijelovi od polimernog materijala mogu se izrađivati od plastomera (termoplasti) ili duromera.

### Plastomeri
Plastomeri (od riječi plastika i elastomer) su vrsta poliplasta. Plastomeri su sintetski polimerni materijali koji su topljivi i taljivi. 
Plastomere tvore ravnolančane ili granate makromolekule. Molekulske mase tih makromolekula relativno su velike. Kad ih zagrijemo do temperature mekšanja ili taljenja kemijska im se struktura ne mijenja, nego samo agregatno stanje. Plastomere se može oblikovati u željene oblike. Izvrsna osobina plastomera je što ih se može uzastopno smekšavati i skrućivati, a da se pri tom osnovna svojstva bitno ne mijenjaju. Zbog te osobine nekad ih se nazivalo termoplastima. Postoje amorfni i kristalasti plastomeri. Ako je više amorfne faze, onda su fleksibilniji i obradiviji, a ako je više kristalne faze u njima, onda su gušći, čvršći, tvrđi i otporniji prema otapalima. Poznati plastomeri su polietilen, polistiren, poli(vinil-klorid) ili PVC, poliamid, polipropilen i drugi. Plastomeri se kod lijevanja zagrijavaju na temperaturu od 130 do 250 ˚C. 

### Duromeri
Duromeri su vrsta poliplasta. Duromeri su sintetski polimerni materijali, jedna od temeljnih skupina uz plastomere i vlakna. Stari naziv je duroplasti. Duromerski završni oblik su gusto prostorno umrežene makromolekule. Pravi ih se tako da se polikondenzira monomere. Nastali pretpolimeri (smole) viskozni su ili lakotaljivi zbog čega su prikladni za oblikovati i preraditi. Poluproizvod (smole) zagrijava se i dodaje se reaktivne spojeve, takozvana umreživala, čime se nepovratnu povezuju i stvrdnjivaju. Nastaju materijali koji se ne otapaju, ne tale, vrlo su čvrsti, tvrdi i toplinski postojani. Namjena duromera je konstrukcijski materijali za aparate i uređaje, kao ljepila, naliči (lakovi) i kompozitni materijali. Važniji duromerni proizvodi su: fenolformaldehidni polimeri, epoksidne, melaminske i ureaformaldehidne smole, nezasićeni poliesteri, fenoplasti, poliesterske smole. Treba ih upotrebljavati samo za dijelove izložene kiselinama i jakim organskim otapalima jer se ne mogu reciklirati. Duromeri se kod lijevanja zagrijavaju na temperaturu od 150 do 200 ˚C.

## Primjena
Izradba dijelova od polimernih materijala spojenih s metalnim dijelovima ulaganjem, jedan je od najraširenijih načina izradbe u preciznoj mehanici, gdje su najrazličitiji dijelovi uređaja, strojeva aparata i instrumenata sve češće od polimernih materijala. Metalni dijelovi su najčešće osovine, vijci, ručice, ležaji, radni dijelovi alata, metalni vodiči, elektrode i tako dalje. Ulaganjem dobiveni spojevi osiguravaju električnu izolaciju metalnoga dijela i zaštitu od korozije. Ulaganje se primjenjuje u proizvodnji računala i računalne opreme (pisači, skeneri, tipkovnica, računalni miševi), magnetofona, kamera, kućanskih aparata, naočala, sklopka, utikača, utičnica, električnih i elektročnih komponenata (otpornici, kondenzatori, diode), ručnih alata (odvijači, ispitivači napona, turpije, čekić).